# 아기

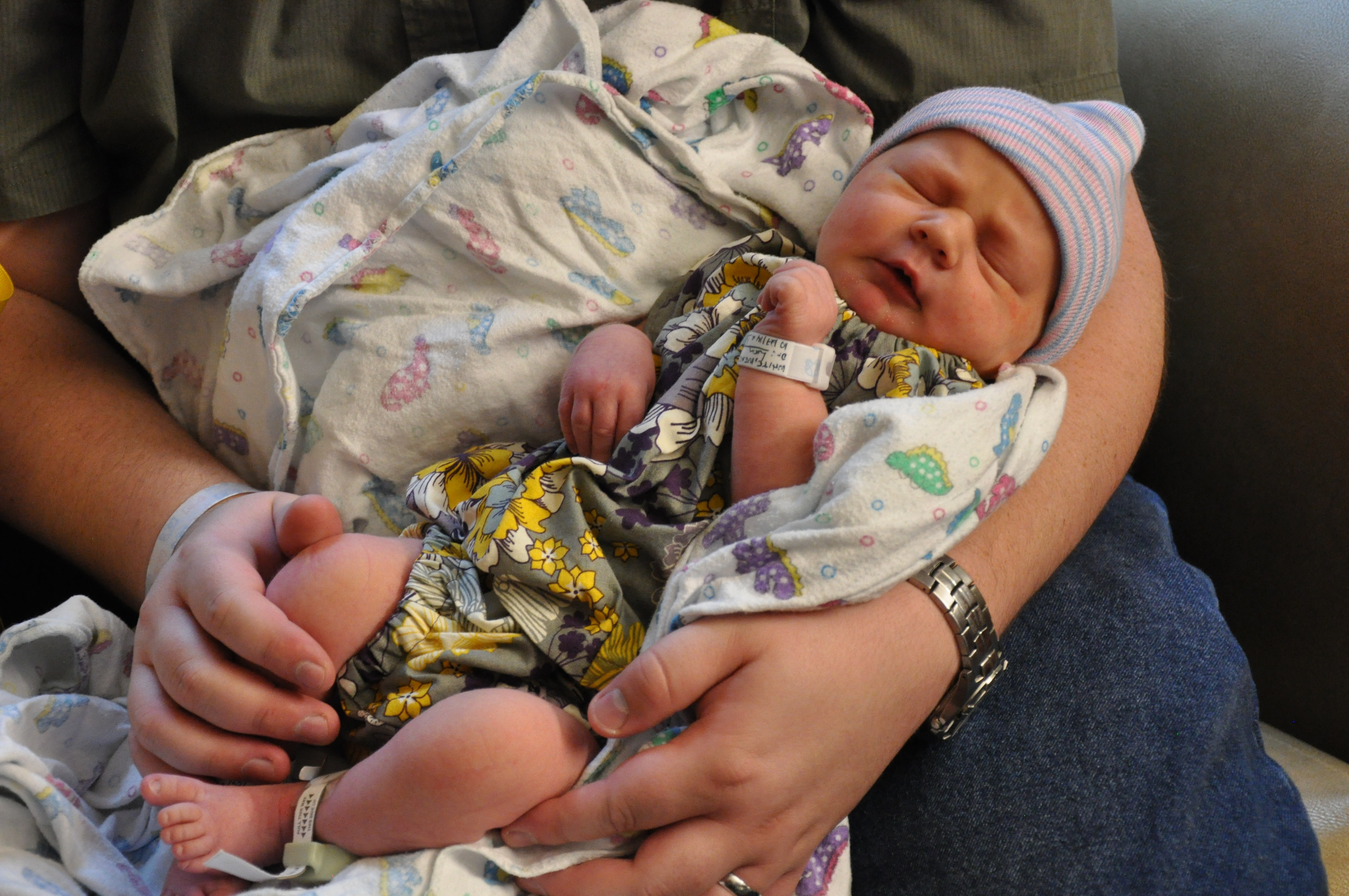
성인 남성이 안고 있는 신생아

아기 또는 영아(嬰兒)는 인간 발달 단계 중 가장 어린 시절로, 출생 직후부터 만 1세까지를 일컫는다. 생후 1개월까지는 신생아라고 부른다.

## 용어
영아(嬰兒)는 출생 직후부터 만 1세까지를 뜻하며, 유아(幼兒)는 만 2세부터 만 5세까지를 의미한다. 대한민국 영유아보육법에서 영유아란 6세 미만의 취학 전 아동을 말한다.

## 갓난아기

### 외모

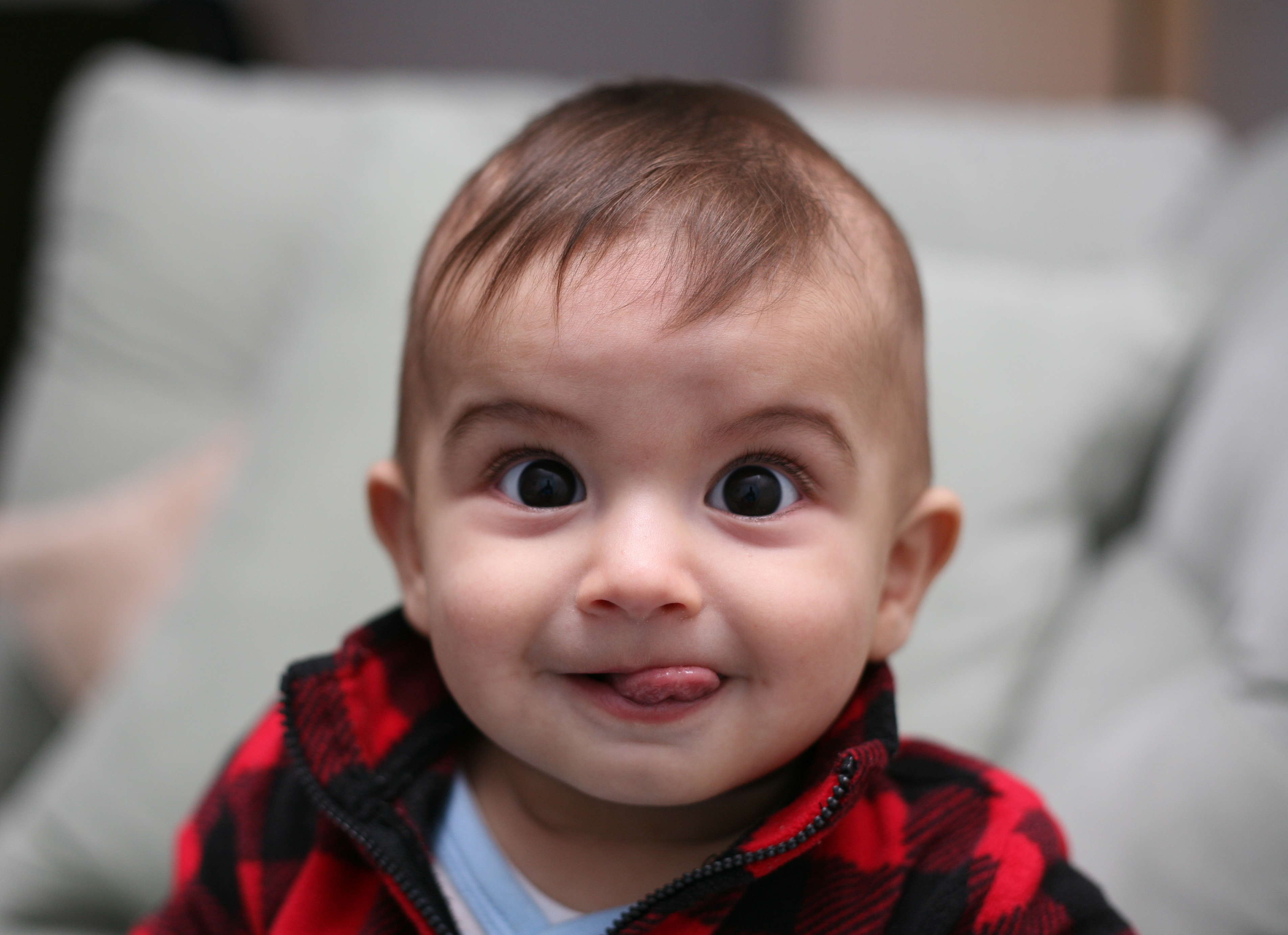
8개월 된 아기. 일반적인 특징으로, 눈은 보통 얼굴에 비해 크다.

갓난아기(갓 태어난 아기, 신생아)는 어깨와 골반이 좁으며, 배가 튀어나왔고, 팔과 다리가 상대적으로 짧다. 열 달을 다 마치고 태어난 갓난아기의 몸무게는 대략 3.2kg 정도이고 2.7-4.6kg의 분포를 갖는다. (출생 당시의 체중이 2.5kg 미만인 아기는 저체중아 (低體重兒), 1.5kg 미만인 아기는 극소 저체중 출생아 (劇小 低體重 出生兒), 4kg 이상인 아기는 과체중아 (跨體重兒)라고 부른다.) 평균 키는 35.6-50.8cm이다. 미숙아는 이보다 작다. 압가 점수는 갓난아기가 태어났을 때 발달 정도를 나타낸다.
갓난아기의 머리는 몸에 비해서 상당히 작고, 얼굴에 비해 두개골이 엄청나게 크다. 어른의 두개골은 보통 몸의 1/8 정도이지만, 갓난아기는 1/4 정도이다. 많은 지역의 갓난아기는 완전히 뼈가 되지 않은 두개골을 가지고 있고, 곳곳에 숫구멍 또는 정문들이 있다. 가장 큰 것은 다이아몬드 모양의 전정문으로 머리 정면의 꼭대기에 있고, 그다음 큰 것은 삼각형 모양의 후정문으로 머리 뒷쪽에 있다. 나중에 이들은 정밀하게 맞물려 머리뼈가 된다. 노긴(noggin)이라는 단백질이 두개골이 붙는 것을 지연시킨다.
분만과 출산 시, 아기의 두개골의 모양이 질을 따라 나올 수 있도록 변행되며, 가끔은 머리 모양이 길어지거나, 기형이 되기도 한다. 의사들이 이 과정에서 특별한 출산 연습을 부탁할 수 있다.
가끔 어떤 갓난아기들은 몸에 솜털을 지니고 나온다. 특히 배와 어깨, 앞머리와 귀, 그리고 얼굴에도 나는 경우가 있다. 솜털은 두세 주가 지나서 사라진다. 마찬가지로 모든 아기들이 머리털을 가지고 나오는 것은 아니다. 완전히 머리털이 없이 나올 수도 있고, 거의 보이지 않을 만큼 가는 머리카락을 지닐 수도 있으며, 어떤 아기들은 짙은 머리를 가지고 나오기도 한다. 부모가 금발이 아닌 경우에도 아기의 머리카락이 금발로 보일 수도 있고. 머리카락이 없는 아기들 중에 가끔, 머리에 일시적인 상처가 있을 수도 있으며, 눈 주위가 들어갔을 수도 있다.
출생 직후, 갓난아기의 피부는 주로 갈색이나 짙은 푸른색이다. 그 후 아기가 숨을 쉬기 시작하면 1~2분 후에 피부색이 원래대로 돌아온다. 갓난아기는 젖어있고, 핏덩이로 덮여 있으며, 버닉스 카세오사(vernix caseosa)라는 비늘로 덮여 있다. 이는 박테리아를 막는 보호막 역할을 한다고 추정된다. 갓난아기는 몽고 반점이 있을 수 있고, 살갗에 붉은 반점들이 있을 수 있다. 신생아 여드름이라고 부르는 흰색 반점도 생길 수 있다.
갓난아기의 탯줄은 푸른빛을 띠는 흰색이다. 아이가 태어나면 탯줄을 자르게 되며, 2-5cm 정도의 토막을 남겨놓게 된다. 이는 나중에, 보통 3주쯤 이전에, 마르게 되어 떨어진다. 가끔 어떤 병원은 감염을 막기 위해 탯줄에 염색을 하는 경우도 있다.
위에서 설명한 갓난아기의 거의 대부분 특징들은 빨리 사라져버린다. 따라서 우리가 흔히 아는 아기의 모습과 신생아의 모습은 매우 다르다. 아기들은 귀엽지만 갓난아기는 별로 귀엽지 않다는 생각을 갖게 되며, 처음 부모가 되는 사람들은 이 사실을 미리 알고 있을 필요가 있다.

### 생식기
남자아기는 음낭이 달려있으며, 사춘기부터 일생동안 정자를 만들어낸다. 음경은 태어날 때부터 발기 현상이 있으며, 시간이 지날수록 풀린다. 유방이 크고 젖이 나올 때도 있는데, 이것은 남성호르몬 부족으로 남성호르몬이 생성되면서 없어져간다.
여자아기는 음순이 크며, 사춘기부터 폐경기때까지 사용하게 될 난자를 갖고 큰소리로 응애응애하는 울음소리와 함께 태어난다.

### 감각
감각의 종류로는 시각, 미각, 후각, 촉각의 온도감각, 통증 감각 등이 있다.
갓난아기는 여러 종류의 감각을 느낄 수 있으나, 발달단계에 있다는 점에서 가볍게 두드려주거나 껴안거나 달래는 데 주로 반응한다. 부드럽게 흔들어주는 것도 우는 아기를 달래는 데 도움이 되며, 마사지나 따듯한 목욕도 마찬가지이다. 자신의 엄지손가락이나 인공 젖꼭지를 빨면서 안정을 느낄 수도 있다. 빠는 것은 본능적이며, 젖을 먹을 수 있는 능력이 된다.
갓난아기는 아주 약한 시력을 가지고 있고, 45 cm 이내에 정면에 있는 물체만 볼 수 있다. 이것이 보잘것없을지 몰라도 젖을 먹을 때 엄마의 눈이나 유륜을 보는 데는 아무 지장이 없다. 일반적으로 갓난아기는 젖을 먹고 싶을 때 운다. 젖먹이가 잠을 자거나 젖을 먹거나 울지 않을 때는 아무거나 잡히는 대로 본다. 빛나는 것이나 뚜렷하게 드러나는 색, 복잡한 패턴에 사로잡힌다. 그러나 이 모든 것보다도 갓난아기는 사람의 얼굴 보는 것을 제일 좋아한다. 6개월 뿐 아니라 7개월~12개월을 전후해서 시력이 성인 수준에 도달하는 것으로 알려져있다.
아기가 뱃속에 있을 때는 엄마 몸속에서 나는 소리들, 가령 심장박동을 들을 수 있고, 외부의 소리들, 가령 사람의 목소리나 음의 소리를 들을 수 있다. 갓난아기는 보통 여자의 목소리에 남자의 목소리보다 더 반응한다. 따라서 사람들은 아기와 이야기할 때 목소리를 높이려고 한다. 사람의 목소리, 특히 엄마의 목소리는 아기를 안정시키는 데 큰 효과가 있다. 반대로 크거나 급작스러운 소리는 아기를 놀라게 하고 무서워하게 한다.
한편. 갓난아기는 다른 맛, 즉 달고 시고 쓰고 짠 것을 구별할 줄 알며, 단 것을 좋아한다.
갓난아기는 태어나면서 냄새를 맡을 줄 알며, 산모가 아기에게 초유 수급시 1주일이 지나기 전 자기 엄마의 젖과 다른 엄마의 젖 냄새를 구별할 줄 안다.

## 발달

### 운동 발달
신생아는 통일이 없는 전신운동밖에 하지 않는다. 삼키기·재채기·기침·구역질이나 파악(把握)의 반사, 바빈스키(Babinski) 반사, 모로(Moro) 반사 등도 최초는 전신운동을 수반한다. 이 미분화한 전체 운동이 차차로 특수한 부분만이 활동하도록 분화하여, 끝내는 부분 운동 사이에 조금씩 통일된 연관이 생기게 된다. 이 경향은 국부운동의 각 부분 운동에 대해서도 말할 수 있다.
전체 운동에서 특수 부분 운동으로의 분화는 상부에서 하부로 진행된다. 즉 머리·목의 운동에서 팔·상반신·하반신·다리로 발달한다. 발달은 중심에서 외부로 진행한다. 예를 들면, 손의 운동은 팔의 운동보다 늦게, 손가락 끝의 운동은 그보다 더 늦게 발달한다.
한편 영아기에는 생후 7개월을 전후해서 앉기를 할 수 있으며, 생후 10개월을 전후해서 길 수 있으며 13~16개월을 전후해서 일어서기와 걷기를 시도한다.

### 사회성 발달
사회적 행동은, 유아(乳兒)가 인물과 사물의 구별을 하기 시작한 다음에 시작된다. 사람의 소리가 나면 그쪽으로 머리를 돌리고, 성인의 미소에 미소로 응답하고, 주위에 사람이 있으면 쾌활해지며, 손발을 움직이고 기쁨을 표시한다. 이러한 생후 2~3개월의 반응이 최초의 사회적 행동으로 간주된다. 이와 같이 먼저 성인과의 사회적 반응이 시작된다. 5~6개월에서 어머니와 타인과의 구별이 가능하게 된다. ‘낯가리기’도 이 무렵에 나타난다. 표정의 이해도 하게 된다. 10개월경이 되면 서투른 말이 시작되고, 근 1년쯤 되면 어른의 요구나 의사를 조금씩 이해하기 시작하며 모방도 나타난다.
다른 어린이와의 관계는, 4~5개월 정도가 되어서 다른 어린이에게 웃음을 보이고, 특히 응애응애라는 울음소리에 주의를 하는 등의 행동부터 시작된다. 6개월 이후가 되면 상대편에 손을 내민다든지, 완구의 쟁탈 정도의 반응을 보이기 시작한다.

### 언어 발달
1개월 이내의 신생아는 호읍(號泣)·몸짓·폭발음 등으로 환경과의 교섭을 갖는다. 그리고 2개월경에 내는 일종의 남어가 되는 폭발음은 발성기관의 무의식 운동에 의해서 생기며, 돌발적이긴 하나 다분히 감정 표현으로서 일어난다. 초기의 발음은 모음인지 자음인지 분간할 수 없는 미분화한 복합음이지만, 먼저 모음, 이어서 파·바·마·다…라·사 행(行)의 순으로 자음이 분화한다. 처음에는 대단히 부정확하고, 생략·난음(亂淫)·이행(移行)·전치(轉置)·첨가·융합 등의 현상이 오청(誤聽)·오발음(誤發音)의 결과로서 많이 나타난다. 또 남어는 폭발음과 구별하기 어려우나 감정 표현으로서가 아니라, 소리를 낸다든지 듣는다든지 하여 기뻐하는 일종의 유아의 유희로서 3~8개월경에 왕성하다. 그러나, 아직 특정한 사상(事象)과의 관련은 없다. 10~12개월경에 음성이 특정한 사상과 결부되어 의미가 가해져서 비로소 언어가 시작된다. 최초에는 형식상의 단어에 불과하지만, 의미나 내용상으로 보면 하나의 문장이 되는 1어문(一語文)이 요구나 호소로서 발해진다.
한편 영아기에는 언어습득과 관련해서 옹알이를 한다.

## 영아 사망
영아 사망은 만 1세 미만의 사망을 말한다. 영아 사망은 다시 태어난 지 27일 이내의 사망인 신생아 사망과 4주 이후의 사망인 후신생아 사망으로 나눈다. 영아 사망의 가장 큰 이유는 질식, 감염, 선천성 기형 그리고 SIDS이다. 영아 살해도 영아 사망의 한 부분이다.
전염병 지수는 한 나라의 건강에 중요한 척도가 되는데, 이는 영아, 아동, 임산부의 건강 상태와 연관이 있으며, 의료 조치, 사회경제학적 상태와 공공 보건의 실천과 관계가 있기 때문이다. 영아 사망 순위 1위는 앙골라, 2위는 아프가니스탄, 3위는 시에라리온이다. (영아사망률에 따른 나라 목록 참조) 세계 평균 영아 사망률은 50.11명이다. 대한민국의 영아 사망 순위는 187위이고, 제일 낮은 나라는 싱가포르, 226개 국가 중 최하위다.

## 돌보는 방법

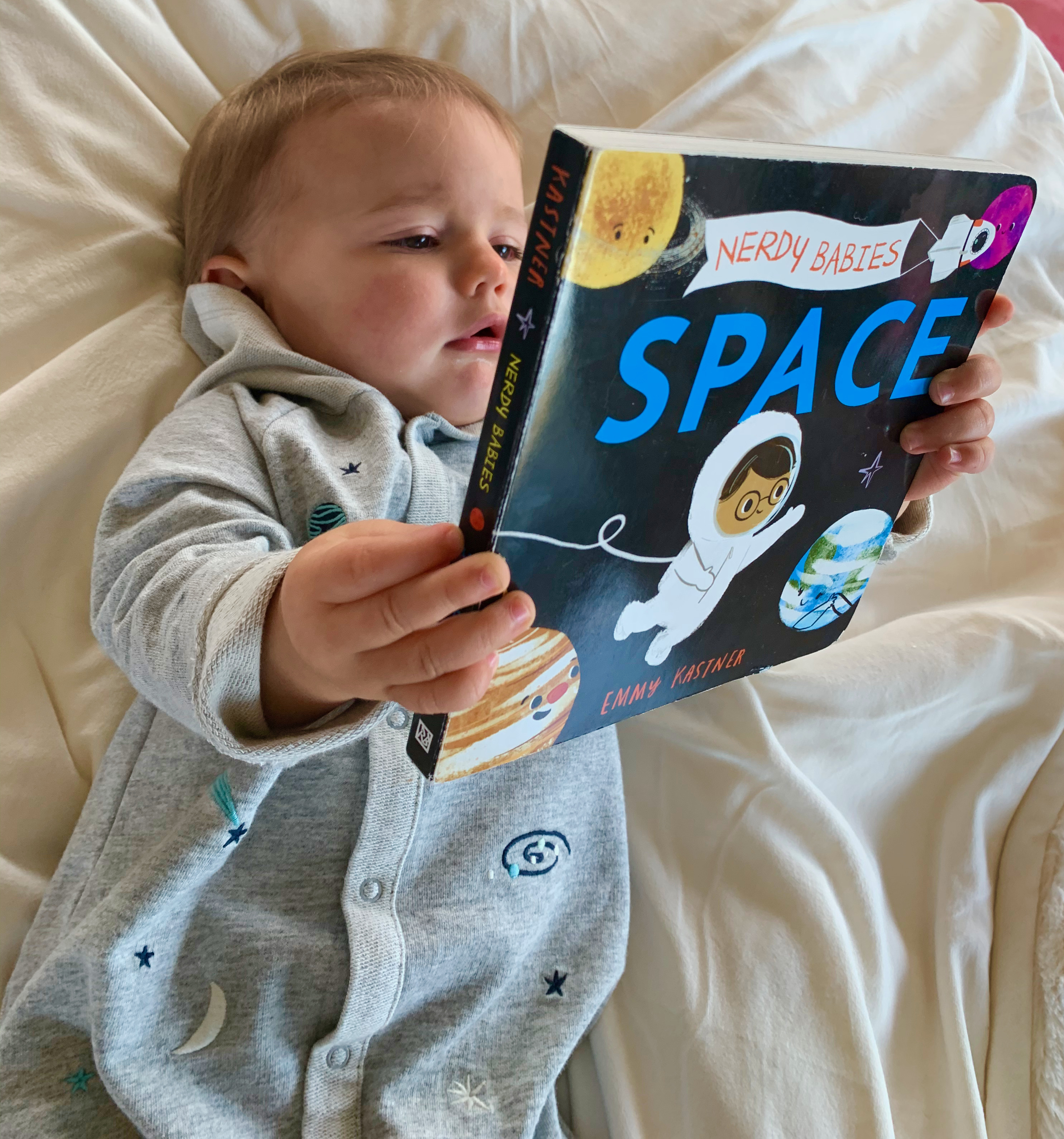
우주를 주제로 한 아기 책을 들고 있는 아기

아기가 우는 것은 본능적인 의사소통 방법이다. 우는 아기는 자기의 다양한 감정, 즉 배고픔, 불편함, 자극 과잉, 지루함, 외로움, 추움과 더움 등을 표현하려고 애쓴다. 아기를 돌보는 사람들은 아기를 관찰하거나 베이비캠을 이용하여 다른 방에서 아기를 관찰할 수 있다.
보통 모유 수유를 통해 아기에게 먹을 것을 공급한다.  유네스코나 미국 소아과 협회 같은 대부분의 영아 건강 기구들은 모유를 권장한다. 그러나 모유수유가 불가능하거나 이를 원치 않으면 분유를 먹일 수 있다. 아기들은 빨려는 본능이 있어 엄마 젖꼭지나 분유병의 인공 젖꼭지에서 젖이나 분유를 빨 수 있다. 또 아기는 젖꼭지를 찾으려는 본능도 있다. 극히 드문 경우로는, 특히 개발 도상국에서, 아기를 돌보는 사람이 고용되어 아기에게 수유를 하기도 한다.
갓난아기가 자라게 되면 식성도 발달하게 되어, 많은 부모들은 어른들이 먹는 음식을 이용하여 직접 만들거나 시중에서 살 수 있는 이유식을 분유에 보충해 주기도 한다. 아기들은 똥오줌을 가리지 못하기 때문에 보통 산업화된 국가에서는 기저귀를 채우지만, elimination communication과 같은 방법도 제삼세계 국가들에서 쓰인다. 연구에 의하면 6개월정도가 되면 아기는 몸을 제어할 수 있는 능력이 생기고 오줌을 싸는 것도 인식하게 된다. 아기들은 똥오줌을 싸고 싶을 때 싸게 해주도록 부모에게 몸을 비틀거나 소리를 내어 신호를 보내는 것을 배우게 된다.
이 때 보호자가 이유식을 먹여주지 않고 아기가 스스로 먹도록 하는 자기주도이유식을 실시하기도 하며, 이 경우 음식은 퓨레나 미음 같은 종류보다는 아기가 손으로 잡기 편한 형태의 것으로 준비한다.
아기들은 정상적인 활동을 위해 성인에 비해 엄청난 잠을 자게 된다. 보통 새로 태어난 아기는 최대 18시간까지 자고, 자라면서 시간이 달라진다.
영아기에는 걸을 수는 없고, 성장이 빠른 아기들은 뒤집고 긴다. 유모차를 타거나 포대기에 업혀 (그리고 앞으로 메는 아기 주머니에 실려) 이동할 수도 있고, 그냥 팔을 통해 안을 수도 있다. 산업화된 거의 대부분의 나라는 자동차에 태울 때 아동용 의자에 태울 것을 법으로 의무화 하고 있다.
아기가 밖으로 나가는 것은 부모에게 달려 있고, 보통 사람들의 관심을 끌게 된다. 버스 운임이나 박물관, 놀이공원의 입장료는 무료이다. 아기가 자라나면서 이러한 특별한 관심은 점점 사라진다. 반대로 비행기의 경우 아기에게는 좌석이 제공되지 않으며 태어난 지 얼마 안 된 아기는 기압 적응력이 약하기 때문에 비행기 탑승이 거부된다.
아기를 관리하는 데 있어 주의해야 할 것은 다음과 같다.
- 트림 시키기, 배탈
- 더 큰 아동으로부터
- 위생: 목욕 또는 샤워. 탯줄과 배꼽 관리
- 낮 동안 보호
- 기저귀 갈기
- 젖 주기: 모유 수유나 젖병에 모유 또는 분유 수유
- 병균으로부터 보호
- 부모와의 유대
- 인공 젖꼭지
- 아기바구니 또는 아기 침대에서 자기
- 양치질
- 화상사고

육아카페 같은 곳에서는 아기를 '등센서'라고 부르기도 한다.
착상에서 두 번째 생일까지의 첫 1,000 일은 이상적인 성장 및 신경 발달의 토대가 평생 동안 드러나는 주요한 시기이다.
기독교 교단에서는 아기에게 유아 세례를 주는 교단이 많다.
코로나19 범유행 시기에도 아기는 마스크 착용 의무에서 제외되었다.

## 같이 보기
- 유아
- 어린이
- 청소년
- 청년
- 노인